# Brax (Lot-et-Garonne)
Pour les articles homonymes, voir Brax.
Brax [bʁaks] est une commune du Sud-Ouest de la France située dans le département de Lot-et-Garonne en région Nouvelle-Aquitaine.
Ses habitants sont appelés les Braxois.

## Géographie

### Localisation
Commune de l'aire d'attraction d'Agen située dans son unité urbaine à une dizaine de kilomètres à l'ouest d'Agen en Bruilhois. Elle se situe géographiquement à une altitude d’environ 57 mètres, dans la grande plaine de la Garonne, au sud d’Agen et s'étend sur 834 hectares dans un système de terrasses raccordé aux collines du canton.

### Communes limitrophes
Les communes limitrophes sont Colayrac-Saint-Cirq, Le Passage, Roquefort et Sainte-Colombe-en-Bruilhois.
|                             | Colayrac-Saint-Cirq |            |
| Sainte-Colombe-en-Bruilhois | Brax                | Le Passage |
|                             | Roquefort           |            |

### Climat
Pour des articles plus généraux, voir Climat de la Nouvelle-Aquitaine et Climat de Lot-et-Garonne.
Historiquement, la commune est exposée à un climat océanique aquitain.
En 2020, Météo-France publie une typologie des climats de la France métropolitaine dans laquelle la commune est exposée à un climat océanique altéré et est dans la région climatique Aquitaine, Gascogne, caractérisée par une pluviométrie abondante au printemps, modérée en automne, un faible ensoleillement au printemps, un été chaud (19,5 °C), des vents faibles, des brouillards fréquents en automne et en hiver et des orages fréquents en été (15 à 20 jours).
Pour la période 1971-2000, la température annuelle moyenne est de 12,9 °C, avec une amplitude thermique annuelle de 15,5 °C. Le cumul annuel moyen de précipitations est de 793 mm, avec 9,9 jours de précipitations en janvier et 6,8 jours en juillet. Pour la période 1991-2020, la température moyenne annuelle observée sur la station météorologique la plus proche, située sur la commune d'Estillac à 5,25 km à vol d'oiseau, est de 13,8 °C et le cumul annuel moyen de précipitations est de 708,2 mm,. Pour l'avenir, les paramètres climatiques de la commune estimés pour 2050 selon différents scénarios d’émission de gaz à effet de serre sont consultables sur un site dédié publié par Météo-France en novembre 2022.

## Urbanisme

### Typologie
Au 1er janvier 2024, Brax est catégorisée ceinture urbaine, selon la nouvelle grille communale de densité à sept niveaux définie par l'Insee en 2022.
Elle appartient à l'unité urbaine d'Agen, une agglomération intra-départementale regroupant 16  communes, dont elle est une commune de la banlieue,,. Par ailleurs la commune fait partie de l'aire d'attraction d'Agen, dont elle est une commune de la couronne,. Cette aire, qui regroupe 81 communes, est catégorisée dans les aires de 50 000 à moins de 200 000 habitants,.

### Occupation des sols

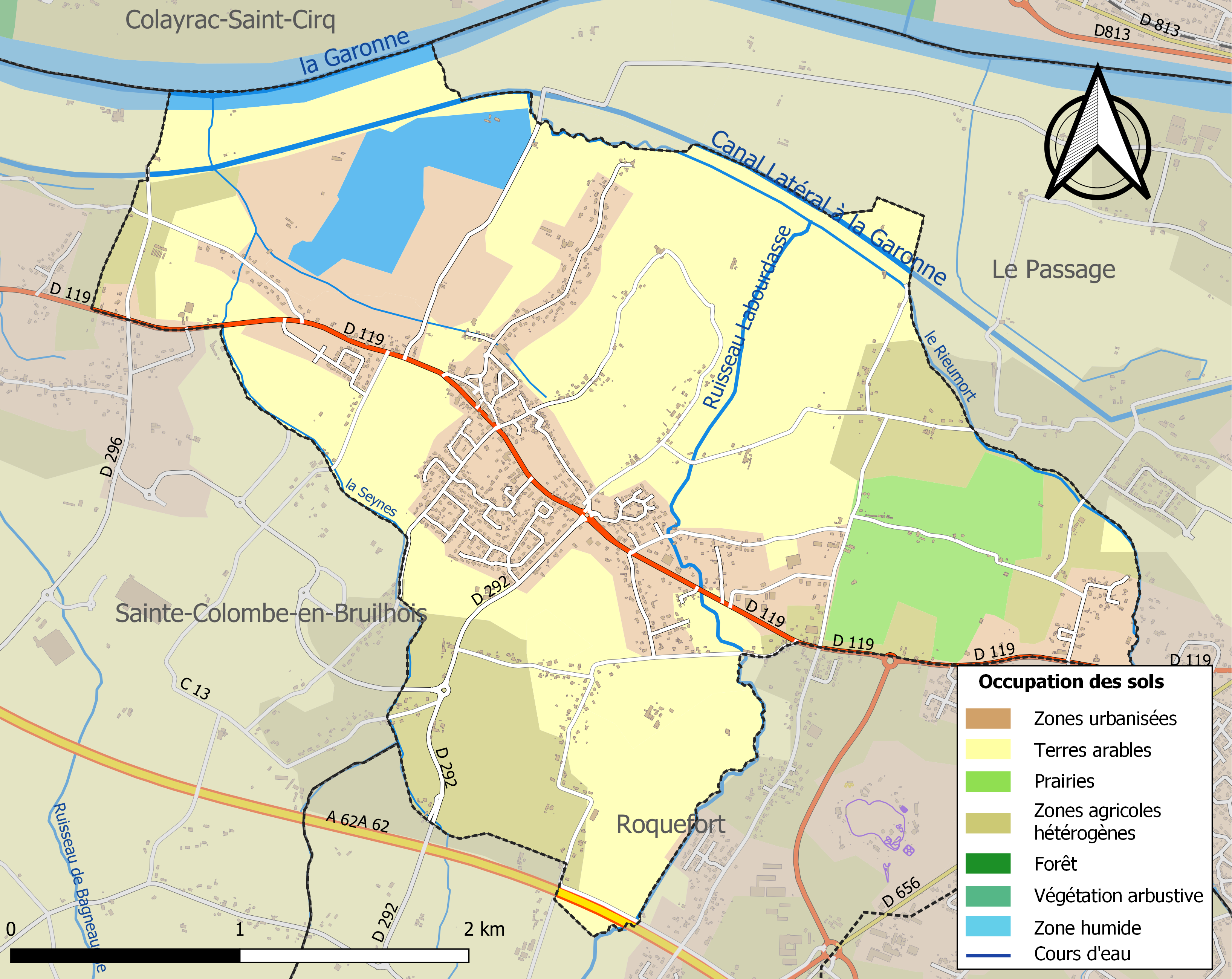
Carte des infrastructures et de l'occupation des sols de la commune en 2018 (CLC).

L'occupation des sols de la commune, telle qu'elle ressort de la base de données européenne d’occupation biophysique des sols Corine Land Cover (CLC), est marquée par l'importance des territoires agricoles (71 % en 2018), en diminution par rapport à 1990 (93,7 %). La répartition détaillée en 2018 est la suivante : 
terres arables (41,1 %), zones urbanisées (18,9 %), zones agricoles hétérogènes (15,4 %), cultures permanentes (8,1 %), prairies (6,3 %), mines, décharges et chantiers (5,2 %), eaux continentales (5 %). L'évolution de l’occupation des sols de la commune et de ses infrastructures peut être observée sur les différentes représentations cartographiques du territoire : la carte de Cassini (XVIIIe siècle), la carte d'état-major (1820-1866) et les cartes ou photos aériennes de l'IGN pour la période actuelle (1950 à aujourd'hui).

### Risques majeurs
Le territoire de la commune de Brax est vulnérable à différents aléas naturels : météorologiques (tempête, orage, neige, grand froid, canicule ou sécheresse), inondations, mouvements de terrains et séisme (sismicité très faible). Il est également exposé à un risque technologique, le transport de matières dangereuses. Un site publié par le BRGM permet d'évaluer simplement et rapidement les risques d'un bien localisé soit par son adresse soit par le numéro de sa parcelle.

#### Risques naturels
La commune fait partie du territoire à risques importants d'inondation (TRI) d’Agen, regroupant 20 communes concernées par un risque de débordement de la Garonne, un des 18 TRI qui ont été arrêtés fin 2012 sur le bassin Adour-Garonne. Les événements antérieurs à 2014 les plus significatifs sont les crues de 1435, 1875, 1930, 1712, 1770 et 1952. Des cartes des surfaces inondables ont été établies pour trois scénarios : fréquent (crue de temps de retour de 10 ans à 30 ans), moyen (temps de retour de 100 ans à 300 ans) et extrême (temps de retour de l'ordre de 1 000 ans, qui met en défaut tout système de protection). La commune a été reconnue en état de catastrophe naturelle au titre des dommages causés par les inondations et coulées de boue survenues en 1982, 1999, 2008 et 2009,.
Les mouvements de terrains susceptibles de se produire sur la commune sont des tassements différentiels.

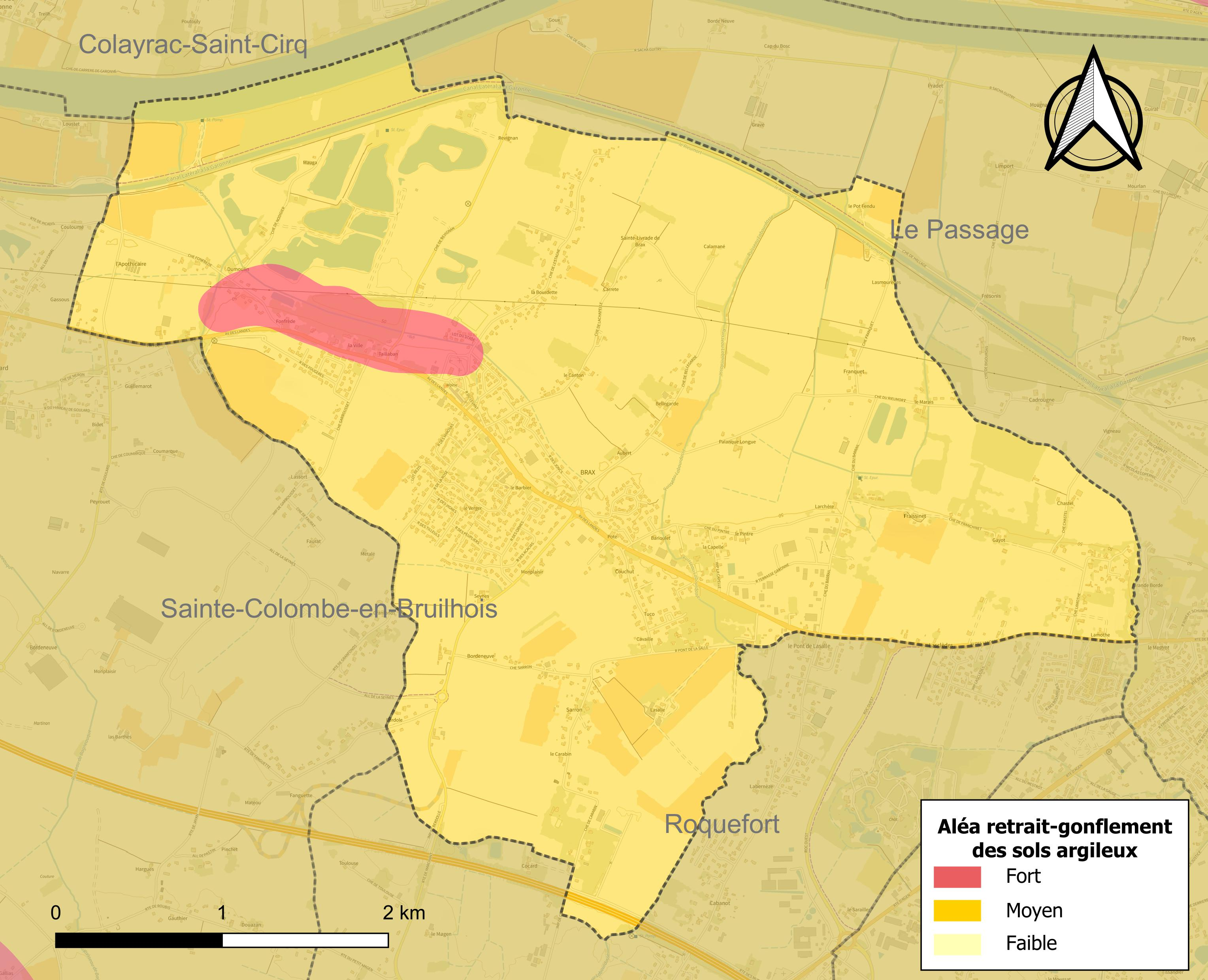
Carte des zones d'aléa retrait-gonflement des sols argileux de Brax.

Le retrait-gonflement des sols argileux est susceptible d'engendrer des dommages importants aux bâtiments en cas d’alternance de périodes de sécheresse et de pluie. La totalité de la commune est en aléa moyen ou fort (91,8 % au niveau départemental et 48,5 % au niveau national). Depuis le 1er octobre 2020, en application de la loi ELAN, différentes contraintes s'imposent aux vendeurs, maîtres d'ouvrages ou constructeurs de biens situés dans une zone classée en aléa moyen ou fort,.
Concernant les mouvements de terrains, la commune a été reconnue en état de catastrophe naturelle au titre des dommages causés par la sécheresse en 1989, 1996, 2003, 2005, 2011, 2012 et 2017 et par des mouvements de terrain en 1999.

## Toponymie
Brax : du gaulois braco (terre boueuse, humide et fertile).
Étymologiquement BRAX tire son nom du « BRAS » de Garonne qui, il y a plusieurs millénaires, irriguait le territoire communal. La ville de BRAX a été fondée aux environs de 1071, à la même époque que le prieuré de MOIRAX. La ville de BRAX appartient au canton Ouest Agenais et à l'Agglomération d'Agen. Les habitants s'appellent les Braxoises et les Braxois et sont au nombre de 2108 au 1er janvier 2019.

## Histoire

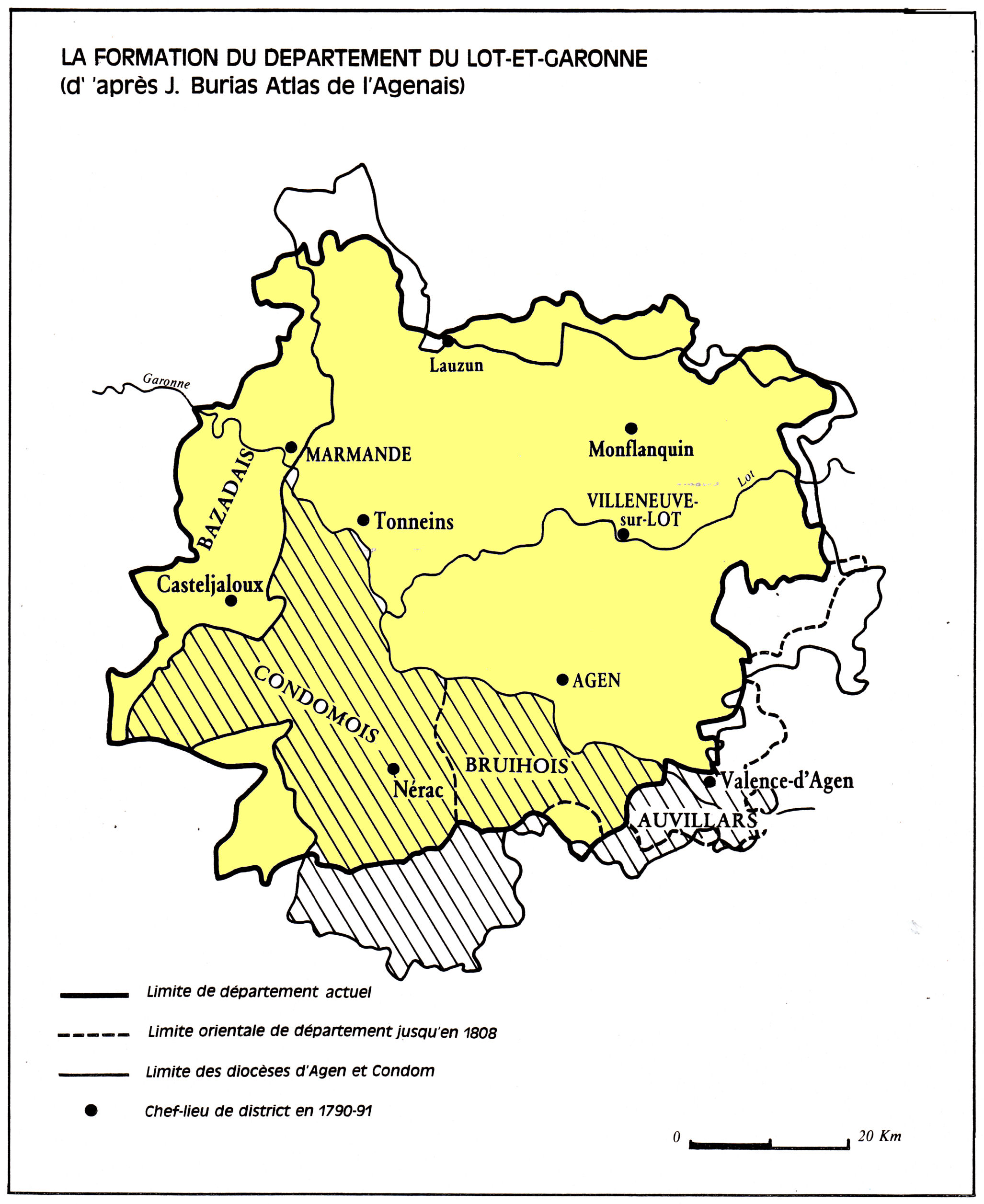
Bruilhois.

Dans l'Antiquité, la région faisait partie du royaume des Nitiobroges, un peuple gaulois, dont le roi Teutomatos participa à la Guerre des Gaules aux côtés de Vercingétorix, au Ier siècle av. J.-C.. Quand la Gaule fut purement et simplement annexée par les Romains en 50 av. J.-C., la région intègre la Gaule narbonnaise.
L'église de Brax, dédiée à saint Pierre, est essentiellement de style roman. Elle date du Moyen Âge central (XIe siècle) et mérite un détour. L'édifice domine le centre-ville.
À la suite de la réforme territoriale initiée par la Révolution française en 1790, la commune de Brax rejoint le département du Lot-et-Garonne, nouvellement créé.
À partir du XIXe siècle, l'activité agricole, essentiellement tournée vers les cultures céréalières, fruitières et maraîchères, cède peu à peu sa place au développement de zones d’activités. La proximité de l’autoroute A62 et le développement des voies de communication (LGV) rendent ses territoires particulièrement attractifs. L'église a été restaurée durant cette période. Les bords du canal offrent des possibilités de promenade à pied ou à bicyclette.

## Politique et administration

### Liste des maires
| Période                                  | Période                   | Identité           | Étiquette   | Qualité |
| ---------------------------------------- | ------------------------- | ------------------ | ----------- | --- |
| Les données manquantes sont à compléter. |                           |                    |             | |
| 1830                                     | 1870                      | Antoine Lauzun     |             | Conseiller général de Laplume (1852 → 1870)                                                                                         |
| 1870                                     | 1872                      | Louis Bouchou      |             | |
| 1872                                     | juin 1909                 | Edmond Lauzun      |             | |
| juin 1909                                | novembre 1930             | Léon Goux          |             | |
| novembre 1930                            | mars 1942                 | Guillaume Larroche |             | |
| mars 1942                                | décembre 1944             | Armand Larroche    |             | |
| décembre 1944                            | octobre 1966              | Marcel Domingue    |             | |
| octobre 1966                             | mars 1983                 | Arthur Arthuis     |             | |
| mars 1983                                | juin 1995                 | Marcel Engler      | UDF         | |
| juin 1995                                | mars 2014                 | Michel Bernines    | UDF puis NC | Ingénieur agricole, fonctionnaire d'État                                                                                            |
| mars 2014                                | En cours (au 27 mai 2020) | Joël Ponsolle      | DVG         | Directeur général adjoint à la CA du Grand Villeneuvois 14e vice-président de l'Agglomération d'Agen Réélu pour le mandat 2020-2026 |

Michel Bernines fut candidat aux élections cantonales de 2008 dans le canton de Laplume sous l'étiquette « Nouveau Centre ». Il recueillit respectivement 32,9 % au premier tour et 43,5 % au second. Il ne réussit pas à battre le conseiller général sortant, le socialiste Jean Dreuil.

## Population et société

### Démographie
L'évolution du nombre d'habitants est connue à travers les recensements de la population effectués dans la commune depuis 1793. Pour les communes de moins de 10 000 habitants, une enquête de recensement portant sur toute la population est réalisée tous les cinq ans, les populations de référence des années intermédiaires étant quant à elles estimées par interpolation ou extrapolation. Pour la commune, le premier recensement exhaustif entrant dans le cadre du nouveau dispositif a été réalisé en 2008.

En 2022, la commune comptait 2 103 habitants, en évolution de +2,04 % par rapport à 2016 (Lot-et-Garonne : −0,18 %, France hors Mayotte : +2,11 %).
| 1793 | 1800 | 1806 | 1821 | 1831 | 1836 | 1841 | 1846 | 1851 |
| ---- | ---- | ---- | ---- | ---- | ---- | ---- | ---- | ---- |
| 384  | 416  | 406  | 448  | 470  | 535  | 517  | 503  | 568  |

| 1856 | 1861 | 1866 | 1872 | 1876 | 1881 | 1886 | 1891 | 1896 |
| ---- | ---- | ---- | ---- | ---- | ---- | ---- | ---- | ---- |
| 504  | 457  | 458  | 437  | 410  | 414  | 434  | 425  | 401  |

| 1901 | 1906 | 1911 | 1921 | 1926 | 1931 | 1936 | 1946 | 1954 |
| ---- | ---- | ---- | ---- | ---- | ---- | ---- | ---- | ---- |
| 399  | 390  | 389  | 367  | 400  | 389  | 418  | 443  | 465  |

| 1962 | 1968 | 1975 | 1982  | 1990  | 1999  | 2006  | 2008  | 2013  |
| ---- | ---- | ---- | ----- | ----- | ----- | ----- | ----- | ----- |
| 542  | 675  | 774  | 1 109 | 1 370 | 1 615 | 1 742 | 1 777 | 2 004 |

| 2018  | 2022  | - | - | - | - | - | - | - |
| ----- | ----- | - | - | - | - | - | - | - |
| 2 079 | 2 103 | - | - | - | - | - | - | - |

### Sports
La commune possède un complexe sportif, le complexe sportif Claude-Casse.
La commune accueille :
- un club de badminton, l'AS Bad à Brax ;
- un club de handball, le HB Brax.

## Culture locale et patrimoine

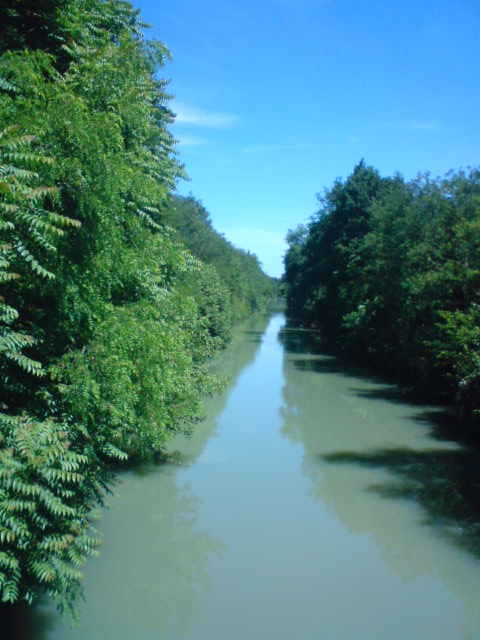
Canal de Garonne à Brax.

### Lieux et monuments
- Église Saint-Pierre de Brax

### Héraldique
| Blason de Brax | Blason  | D'or au lion d'azur, couronné du champ, lampassé de gueules. |
| Blason de Brax | Détails | Le statut officiel du blason reste à déterminer.             |